# Róka Szabolcs
Róka Szabolcs (Balassagyarmat, 1967. – 2025. augusztus 2.) földrajz-biológia szakos középiskolai tanár, Tinódi-lant díjas magyar énekmondó, drámapedagógus, népzenész, a Természetvédelem Nagykövete.

## Pályafutása
Három évtizeden át foglalkozott a magyar és a környező népek zenéjével, kultúrájával. 5 évig tanult a balassagyarmati zeneiskolában oboázni. 14 éves korától Budapesten élt, ahol eleinte gitározni tanult, majd barátja, Sudár Balázs révén megismerkedett a kobozzal.
Mesélőként évekig dolgozott az Évkerék társulattal, mesemondóként bejárta az országot, fellépett kis óvodáktól kezdve a nagyobb fesztiválokig – Európa számos országában is. Az ELTE Tanárképző Főiskolai Karon (ELTE-TFK) biológia-földrajz szakra járt, valamint drámapedagógusnak tanult, később elvégezte a JPTE biológia szakát is. Ezekben az években már a középkori és a reneszánsz zene is érdekelte. 
Megkereste Kerényi Róbert – a Szigony együttes vezéralakja –, hogy menjen el kobzolni a Tatros együttesbe, melynek tagjaként vált ismertté népzenészként. Akkor jött rá, hogy a moldvai csángó zene valójában élő reneszánsz, sőt középkori zene. 1996 óta játszott együtt középkori zenét és énekmondást Kátai Zoltánnal. 
Ketten, Jakabffy Balázzsal kiegészülve 2001-ben hozták létre a Magyar Énekmondók együttest. Az Arasinda együttessel is játszott török zenét. Tagja a Fanfara Complexa és a Yava zenekaroknak. Utolsó együttesében (Somos) kobzon játszott.
A Sylvester János Protestáns Gimnázium tanáraként dolgozott.

## Elismerései
2012-ben kapta meg a Tinódi-lantot, melyet a Magyar Régizenei Társaság ítéli oda azoknak, akik az elmúlt évben a legtöbbet tették a régi magyar énekelt vers terjesztéséért.

## Diszkográfia

### Tatros együttes
- Élő zene, 1997

### Kátai Zoltánnal
- Magyar Énekmondók – Többrendbeli Énekek, 2002
- Kátai Zoltán & Róka Szabolcs: Boriváshoz való, B.K.L. Kiadó, Szombathely, 2003

### Yava együttes
- Folcore, 2008

### Fanfara Complexa együttes
- Radio Popular, Fono Records, 2011
- Tánc Alá, Fono Records, 2016